# National Rugby League 1949
La New South Wales Rugby Football League de 1949 fue la 42.ª edición del torneo de rugby league más importante de Australia.

## Formato
Los clubes se enfrentaron en una fase regular de todos contra todos, los cuatro equipos mejor ubicados al terminar esta fase clasificaron a la postemporada.
Se otorgaron 2 puntos por el triunfo, 1 por el empate y ninguno por la derrota.

## Desarrollo

### Tabla de posiciones
| Pos. | Equipo                        | Encuentros | Encuentros | Encuentros | Encuentros | Tantos | Tantos | Tantos | Puntos |
| Pos. | Equipo                        | PJ         | PG         | PE         | PP         | F      | C      | Dif    | Puntos |
| ---- | ----------------------------- | ---------- | ---------- | ---------- | ---------- | ------ | ------ | ------ | ------ |
| 1    | South Sydney Rabbitohs        | 18         | 13         | 1          | 4          | 360    | 210    | +150   | 27     |
| 2    | Western Suburbs Magpies       | 18         | 12         | 0          | 6          | 365    | 280    | +85    | 24     |
| 3    | St. George Dragons            | 18         | 11         | 1          | 6          | 345    | 231    | +114   | 23     |
| 4    | Balmain Tigers                | 18         | 10         | 2          | 6          | 265    | 206    | +59    | 22     |
| 5    | Parramatta Eels               | 18         | 8          | 4          | 6          | 311    | 269    | +42    | 20     |
| 6    | Newtown Jets                  | 18         | 9          | 1          | 8          | 358    | 332    | +26    | 19     |
| 7    | Canterbury-Bankstown Bulldogs | 18         | 6          | 2          | 10         | 236    | 337    | −101   | 14     |
| 8    | Manly-Warringah Sea Eagles    | 18         | 6          | 1          | 11         | 171    | 293    | −122   | 13     |
| 9    | North Sydney Bears            | 18         | 5          | 1          | 12         | 253    | 369    | −116   | 11     |
| 10   | Eastern Suburbs               | 18         | 3          | 1          | 14         | 214    | 351    | −137   | 7      |

|  | Postemporada. |

### Postemporada

#### Semifinales
| 20 de agosto | South Sydney Rabbitohs | 12 - 16 | St. George Dragons |  |  |

| 27 de agosto | Western Suburbs Magpies | 13 - 20 | Balmain Tigers |  |  |

#### Final preliminar
| 3 de septiembre | St. George Dragons | 18 - 7 | Balmain Tigers |  |  |

#### Final
| 10 de septiembre | South Sydney Rabbitohs | 12 - 19 | St. George Dragons | Sydney Cricket Ground, Sídney   |  |
|                  |                        |         |                    | Asistencia: 56.534 espectadores |  |

| Bandera de Australia       |
| Campeón St. George Dragons |
| Segundo título             |